# Euthalia agosthena
Euthalia agosthena är en fjärilsart som beskrevs av Hans Fruhstorfer 1914. Euthalia agosthena ingår i släktet Euthalia och familjen praktfjärilar. Inga underarter finns listade i Catalogue of Life.